# Birjan Jaqıpov
Birjan Jaqıpov (in kazako Біржан Жақыпов?; 7 luglio 1984) è un pugile kazako.

## Palmarès

### Mondiali dilettanti
- 2 medaglie:
  - 1 oro (Almaty 2013 nei pesi minimosca)
  - 1 bronzo (Mianyang 2005 nei pesi minimosca)

### Giochi asiatici
- 1 medaglia:
  - 1 bronzo (Canton 2010 nei pesi minimosca)